# 菅井琴
菅井琴（日语：／ Sugai Kin ，1926年2月28日—2018年8月10日），本名“佐藤贵美子（佐藤キミ子）”，曾用艺名“须斋贵美子（須斎キミ子）”，日本女演员。菅井琴因其在电影《葬礼》中的优秀表现，而荣获第9届报知电影奖和第8届日本电影学院奖的“最优秀助演女优赏”，以及第6届横滨电影节“助演女优赏”；同时还荣获日本政府所颁发的紫绶褒章（1990年）和勋四等宝冠章（1996年）。 2008年，菅井琴因主演电影《我的奶奶》而获得吉尼斯世界记录认证的“世界最高龄电影初次主演女演员”。 2018年8月10日，菅井琴因心力衰竭死于东京都，享年92岁。

## 演出作品

### 电影
阿嬤的幸福留言( ぼくのおばあちゃん )

### 广告
- 永谷园（日语：永谷園）“即食味增汤”
- 藤商店（日语：藤商店）“芥末酱” / “汤锅”
- 资生堂
- 日本电视台“很棒的礼物（面条）”（星期五Super Prime（日语：金曜スーパープライム）节目宣传大使）

## 获奖经历
- 1984年
  - 第6届横滨电影节“助演女优赏”（《葬礼（日语：お葬式）》）
  - 第9届报知电影奖“最优秀助演女优赏”（《葬礼（日语：お葬式）》）

- 1985年 第8届日本电影学院奖“最优秀助演女优赏”（《葬礼（日语：お葬式）》 / 《必杀（日语：必殺! THE HISSATSU）》）

- 1990年 紫绶褒章

- 1996年 勋四等宝冠章

## 出版著作
- 《配角·老角·反角——女演员之路已经45年（わき役ふけ役いびり役―女優一筋四十五年）》（主妇与生活社，1990年11月） ISBN 978-4391112931

## 音乐作品
- 《洗澡的卓别林（おふろのチャップリン）》（1983年发行。以“菅井老太婆与马尾少女（ばあ菅井とおとぎっ娘）”的名义。《铁矢的神秘隧道（英语：鉄矢のとんからりん）》插曲）
  - 《金婆桑巴舞（きん婆サンバ）》（B面曲。以“菅井琴”的名义）